# Слимак (фільм, 2006)
«Слимак» (англ. Slither) — науково-фантастичний комедійний боді-горор 2006 року, написаний та знятий Джеймсом Ганном у його режисерському дебюті. Продюсерами виступили Пол Брукс і Ерік Ньюман, у головних ролях Нейтан Філліон, Елізабет Бенкс та Майкл Рукер. Дія фільму розгортається в маленькому містечку в Південній Кароліні, куди вторгається зловмисний інопланетний паразит.

## Сюжет
Метеорит приносить на Землю злісного, розумного позаземного паразита. Паразит потрапляє до містечка Вілсі, штат Південна Кароліна, де заражає заможного мешканця Гранта, заволодівши його тілом і поглинувши його розум. Під контролем прибульця Грант починає перетворюватися на гротескну потвору зі щупальцями. Він також викрадає і заражає місцеву жінку Бренду, щоб та стала носієм для його інопланетних личинок. Дружина Гранта, Старла, починає підозрювати щось недобре через зміни у його зовнішності та поведінці, що призводить до того, що Грант нападає на неї. Коли поліція прибуває, щоб врятувати Старлу, Грант втікає.
Під час пошуків Гранта загін на чолі з шефом поліції Біллом Парді знаходить Бренду, тіло якої нелюдськи роздулося від личинок, що ростуть усередині неї. Личинки, схожі на слимаків, вириваються з її тіла і заражають усіх у місті, окрім Старли, Білла, мера Джека Мак-Ріді та підлітка Кайлі Струтем'єр. Заражені личинками стають частиною розуму вулика, контрольованого Грантом, який має намір поглинути всі форми життя, поки не залишиться лише його свідомість. Однак Грант також зберігає любов до своєї дружини і прагне возз'єднатися з нею. Ті, хто вижив, роблять висновок, що вбивство Гранта знищить решту прибульців, перш ніж на них нападуть інфіковані городяни. Біллу і Кайлі вдається втекти, а Старлу і Джека хапають.
Озброївшись гранатою, Білл і Кайлі вирушають до будинку Гранта, де той поглинає все більше інфікованих городян. Джек та інші перетворюються на розсадників личинок, а Грант зберігає Старлу незараженою, сподіваючись повернути її любов. Прокинувшись, Старла озброюється гострим предметом і спускається вниз, щоб знайти Гранта. Вона обманом змушує його повірити, що все ще кохає, і завдає йому удару. Грант приходить у лють і жбурляє її через усю кімнату. Білл і Кайлі заходять у будинок, застреливши кількох інфікованих, і піддають евтаназії зараженого Джека, який благає про смерть. Білл намагається використати гранату, але Грант вибиває її в басейн і намагається заразити Білла своїми мацаками. Поки одне з щупалець встромляється Біллу в живіт, Білл прикріплює інше щупальце до балона з пропаном. Старла стріляє в Гранта, який, наповнений горючим газом, вибухає, вбиваючи при цьому інших прибульців. Трійця виживших вирушають на пошуки допомоги.
У сцені після титрів кіт підходить до останків Гранта та заражається інопланетним паразитом.

## Акторський склад
| Актор           | Роль                                |
| --------------- | ----------------------------------- |
| Елізабет Бенкс  | Старл Грант                         |
| Нейтан Філліон  | Білл Парді офіцер поліції           |
| Майкл Рукер     | Грант Грант чоловік Старли          |
| Грегг Генрі     | Джек Мак-Ріді мер                   |
| Таня Солньєр    | Кайлі Струтем'єр підліток           |
| Бренда Джеймс   | Бренда носійка інопланетних личинок |
| Дженна Фішер    | Шелбі оператор у відділку поліції   |
| Роб Зомбі       | доктор Карл                         |
| Джеймс Ґанн     | Генк вчитель                        |
| Деррен Шахлаві  | чоловік Бренди                      |
| Дастін Мілліган | школяр                              |

## Теми та впливи
Виникли суперечки щодо багатьох подібностей та сюжетних моментів з комедією жахів Фреда Деккера 1986 року «Ніч кошмарів». За словами журналіста Стіва Палополі:
Коли вийшов трейлер «Слимака», інтернет-форуми, присвячені фільмам, раптово засвітилися протестами легіону шанувальників фільму «Ніч кошмарів» 1986 року. «Інопланетні слимаки, які перетворюють людей на зомбі!» — кричали вони. «Що за обкрадання!» Я згадую про це не тому, що вважаю, ніби «Слимака», який є дотепним пастишем щонайменше дюжини фільмів жахів 80-х, справді можна вважати пограбуванням будь-якого з них.
Далі Палополі прямо порівнює «Слимака» із вищезгаданою «Ніччю кошмарів», а також із фільмом «Судоми» 1975 року. Ґанн заявив, що і «Судоми» Кроненберга, і його фільм «Виводок» 1979 року найбільше вплинули на історію «Слимака», а також манга «Спіраль» Дзюндзі Іто 2000 року. В інтерв'ю з Джеффом Шубертом Ганн також стверджує, що «Слимак» був натхненний комедіями жахів 1980-х років і віддає їм належну шану.
Стрічка також відсилає до інших фільмів жахів, наприклад, ферма Кастеве є відсиланням до прізвища сусідів-сатаністів з фільму «Дитина Розмарі». Джек Мак-Ріді, мер міста Вілсі, названий на честь персонажів Курта Рассела — Джека Бертона та Р. Дж. Мак-Ріді з фільмів Джона Карпентера «Великий переполох у малому Китаї» та «Щось» відповідно.

## Випуск
Фільм був випущений на DVD та на гібридному HD-DVD / DVD диску 24 жовтня 2006 року. HD-версія представлена у широкоформатному форматі 1.85:1 з кодуванням 1080p та об'ємним звуком Dolby Digital-Plus 5.1. Окрім фільму, DVD містить два документальні фільми про зйомки, видалені та розширені сцени, невдалі дублі, прогресії візуальних ефектів, екскурсію по знімальному майданчику за участю Філліона та аудіокоментарі Ґанна і Філліона. Також сюди включено короткометражки про те, як зробити їстівну кров, і документальний фільм Ллойда Кауфмана про його день на знімальному майданчику та зйомки його єдиної репліки (яку зрештою було вирізано з фільму). Нарешті, є бонус під назвою «Хто такий Білл Парді?» — жартівливий фільм, знятий Ґанном з метою підколоти Філліона, і показаний на вечірці, присвяченій завершенню зйомок.
Shout! Factory випустив колекційне видання на Blu-ray 25 липня 2017 року.
Фільм провалився в прокаті, не окупивши свого виробничого бюджету після дебюту в США та Канаді 31 березня 2006 року в 1945 кінотеатрах. Станом на 6 лютого 2008 року його світові збори склали 12 834 936 доларів, тоді як загальний бюджет виробництва, включно з маркетинговими витратами, становить 29,5 мільйона доларів.

### Нагороди
Фільм отримав нагороду «Chainsaw Award» на фестивалі «Фангорія» у 2006 році за найбільшу кількість трупів, а також номінації в категоріях «Пекельні стосунки», «Чувак, з яким не варто зв'язуватися» та «Вбивчий погляд». Крім того, журнал жахів Rue Morgue назвав «Слимака» «Найкращим повнометражним фільмом року».